# (11518) Jung
(11518) Jung ist ein Asteroid des Hauptgürtels, der am 8. April 1991 vom belgischen Astronom Eric Walter Elst am La-Silla-Observatorium (IAU-Code 809) der Europäischen Südsternwarte in Chile entdeckt wurde.
Der Asteroid gehört zur Themis-Familie, einer Gruppe von Asteroiden, die nach (24) Themis benannt wurde.
Der Asteroid wurde am 23. Mai 2000 nach dem Schweizer Psychiater Carl Gustav Jung (1875–1961) benannt, der die Analytische Psychologie begründete.